# Edmund Kean

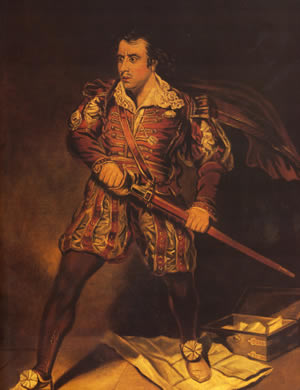
Edmund Kean

 Edmund Kean (* 4. November 1787 in London; † 15. Mai 1833 in Richmond) war ein englischer Schauspieler.

## Leben
Kean war der uneheliche Sohn von Aaron Kean und der Schauspielerin Anne Carey. Er bekam seinen ersten künstlerischen Unterricht durch seine Mutter und konnte schon bald in einigen Kinderrollen debütieren.
Um Geld zu verdienen und des Abenteuers wegen verdingte sich Kean als Schiffsjunge für eine Fahrt nach Madeira. In seine Heimatstadt zurückgekehrt, ging er wieder zum Theater. Bis Ende 1813 ging er mit einigen Theatergesellschaften auf Tournee durch die englischen Provinztheater. Aber erst als er Anfang 1814 ein Engagement am Drury Lane Theater, gelang ihm sein künstlerischer Durchbruch.
Am 17. Juli 1808 heiratete Kean in London seine Kollegin, die Schauspielerin Mary Chambers. Mit ihr hatte er einen Sohn, Charles Kean (1811–1868), der später ebenfalls Schauspieler wurde.
Eine erste Tournee 1818 nach Paris brachte ihm sensationelle Erfolge. Danach gab Kean mehrere Gastspiele in Schottland und Irland. Zwischen 1820 und 1821 war er an allen großen Theatern der Vereinigten Staaten zu sehen, aber mit einer zweiten Tournee 1825/26 durch die USA konnte er an die großen Erfolge seine ersten Tour nicht mehr anknüpfen. Als Kean 1828 ein zweites Mal in Paris gastierte, hatte er den gleichen Erfolg wie beim ersten Mal.
Seine letzte Vorstellung gab Kean als „Othello“ am 15. März 1833. Während des Stücks brach er auf offener Bühne bewusstlos zusammen. Von diesen Folgen erholte er sich nicht mehr und starb am 15. Mai 1833. (Meyers Konversations-Lexikon spricht von „unordentlicher Lebensweise“).

## Rezeption
Pathos, Kraft und die Fähigkeit, Schrecken zu erregen, besaß Kean im höchsten Grad; nur war seine Darstellungsweise oft zu abgerissen und hob nicht selten statt des ganzen Charakters nur die grellsten Punkte desselben hervor. Alexandre Dumas hat Keans Schicksale dramatisch behandelt, Jean-Paul Sartre hat diese Vorlage bearbeitet.

## Rollen (Auswahl)
- Barabas – Der Jude von Malta (Christopher Marlowe)
- Giles – A new way to pay old debts (Philip Massinger)
- Hamlet – Hamlet (William Shakespeare)
- Jago – Othello (William Shakespeare)
- Macbeth – Macbeth (William Shakespeare)
- Othello – Othello (William Shakespeare)
- Richard III. – Richard III. (William Shakespeare)
- Shylock – Der Kaufmann von Venedig (William Shakespeare)